# Dana Todorović
Dana Todorović (kyrillisch: Дана Тодоровић; * 2. Oktober 1977 in Belgrad) ist eine Schriftstellerin und Schauspielerin aus Serbien.

## Leben
Dana Todorović entstammt einer Familie serbischer Schauspieler; ihr Vater Bora Todorović, ihr Halbbruder Srđan Todorović und ihre Tante Mira Stupica sind auch außerhalb des Balkans bekannt.
Dana studierte zunächst selbst auch Schauspiel, widmete sich jedoch, nachdem sie zwischendurch sechs Jahre für die UN gedolmetscht hatte, später vorwiegend der Literatur.
Sie hat zwei Kinderbücher in Slowenien und mehrere Kurzgeschichten in Literaturzeitschriften in Serbien veröffentlicht.
Ihr erster Roman erschien 2008 in Serbien, kurz darauf auf Englisch und 2016 auf Deutsch.
Für ihren zweiten Roman Park Logovskoj (deutsch: Sopotin) war sie Anfang 2016 in der engsten Auswahl für den NIN-Literaturpreis, die wichtigste serbische Auszeichnung für Literaten.

## Werke
- Das tragische Schicksal des Moritz Tóth. Aus dem Serbischen von Elvira Veselinović. Leipziger Literaturverlag 2016, ISBN 978-3-86660-208-3
- Sopotin. Aus dem Serbischen von Elvira Veselinović. KLAK-Verlag 2016, ISBN 978-3-943767-77-3